# Armazém do Espingardeiro
O Armazém do Espingardeiro, também conhecido por Oficina de Selaria ou Quartel da Coroa, é um edifício histórico utilizado como um núcleo museológico, situado no centro da cidade de Lagos, em Portugal.

## Descrição
O edifício forma um gaveto entre a Travessa da Coroa e à Rua Júlio Dantas, no lado meridional de uma zona que corresponde ao antigo núcleo medieval de Lagos.
O imóvel é de um só piso, e tem uma planta de forma rectangular, com o interior organizado num espaço único de grandes dimensões, com cerca de 160 m². Um dos elementos mais destacados é o brasão no cunhal do edifício, com as Armas de Portugal. É coberto por um telhado em tesouro.
No interior foi instalado um núcleo museológico, o Centro de Interpretação da Evolução Urbana de Lagos, dedicado ao arquitecto Rui Mendes Paula. Este centro foi organizado em três salas, cada uma subordinada a uma fase da história de Lagos: a primeira corresponde ao período desde o domínio romano até aos Descobrimentos, passando pela Idade Média, a segunda explica a evolução da cidade durante a época moderna, e a terceira debruça-se sobre o intervalo desde o século XVIII até aos princípios do século XXI. Na exposição apostou-se principalmente na comunicação e na interactividade, de forma a facilitar o entendimento dos conteúdos, principalmente para os utilizadores mais novos.

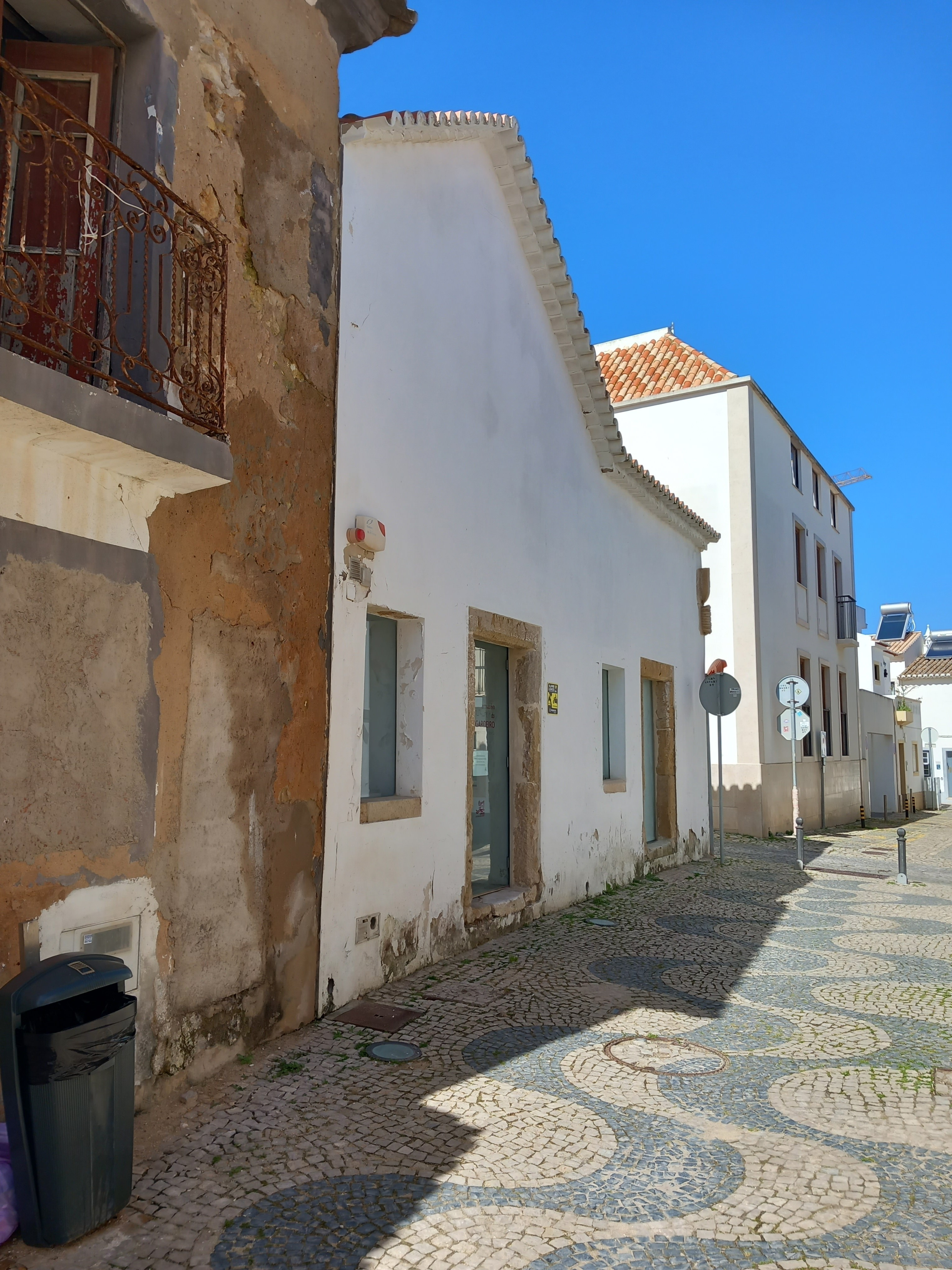
Fachada da Oficina do Espingardeiro ao longo da Travessa da Coroa, em 2023.

## História
Foi construído em 1665, data que é identificada por uma inscrição no próprio imóvel, e que corresponde aos finais do primeiro mandato de Nuno da Cunha Ataíde como Governador da Praça Forte de Lagos. Foi construído por ordem de D. António de Almeida, segundo Conde de Avintes, que foi Governador do Reino do Algarve até 1667. Constitui assim um dos mais importantes edifícios anteriores à reconstrução pombalina da cidade, após a devastação causada pelo Sismo de 1755. Originalmente, funcionava como selaria, sendo parte do grupo de edifícios militares em Lagos, conhecido como Quartel da Coroa. Com efeito, apresenta várias semelhanças com o Armazém Regimental, como as dimensões e forma da planta, e a presença do brasão com as armas de Portugal, pelo que terão sido construídos segundo o mesmo programa de expansão e racionalização dos edifícios de suporte à guarnição da cidade. Posteriormente foi utilizado como oficina e armazém do espingardeiro, e depois como arrecadação, embora estas funções não tenham provocado alterações significativas na sua traça primitiva. Foi propriedade do Exército Português até 1980, tendo depois passado para a Cruz Vermelha Portuguesa.
Porém, devido às suas várias utilizações, o edifício foi-se progressivamente degradando, estando totalmente arruinado nos princípios da Década de 1990. Neste período, já existia um plano para a sua reabilitação. Neste sentido, a Câmara Municipal de Lagos, através do seu Gabinete do Centro Histórico promoveu o restauro do imóvel e a sua reutilização, existindo em 1992 um plano para a recuperação do edifício, por parte do gabinete de Rui Mendes Paula. Foram avançadas várias hipóteses para a ocupação do espaço, incluindo como sede de junta de freguesia. Com efeito, em 2001 esteve planeada a instalação da sede da Junta de Freguesia de Santa Maria no edifício, tendo sido cedido pela Junta de Freguesia à Câmara Municipal em 2004, com o fim de o transformar num núcleo museológico, como parte da Rede do Plano Museológico de Lagos. Assim, o edifício foi alvo de obras de restauro, que restituíram a sua aparência original, e no interior foi instalado um núcleo museológico, como parte de um programa do município para a construção de vários espaços deste tipo, que, segundo o presidente da câmara, Júlio Barroso, iriam constituir «uma forma de cada vez dar a conhecer Lagos aos próprios residentes e a todos os nossos visitantes». O espaço foi inaugurado em 25 de Outubro de 2008, durante as comemorações do Dia do Município em Lagos A cerimónia contou com a presença de vários elementos do executivo municipal, e vários familiares de Rui Mendes Paula, incluindo o filho, Frederico Paula, que considerou a dedicação do núcleo museológico ao seu pai como «a homenagem mais justa que se poderia ter feito a uma pessoa que fez tanto pela cidade de Lagos», uma vez que o restauro do Armazém do Espingardeiro e a sua transformação num espaço cultural tinha sido uma das suas principais ambições. Também discursou o presidente da Câmara Municipal, Júlio Barroso, que classificou a dedicação do edifício a Rui Mendes Paula como «um acto de justiça para um homem que viu sempre mais longe».
A primeira proposta de classificação do imóvel foi feita em 22 de Outubro de 1986, mas só em 2013 é que o Armazém do Espingardeiro foi classificado, como Imóvel de interesse municipal, através do Edital n.º 660, de 18 de Junho. Porém, em Setembro de 2009 este espaço já se encontrava encerrado, devido à falta de visitantes, tendo um dos principais motivos para esta situação sido a sua localização, numa zona limítrofe e de acesso difícil. Assim, uma coligação dos partidos Partido Social Democrata e CDS-PP defendeu, como parte do seu programa eleitoral, a transferência do núcleo museológico para o antigo edifício dos Paços do Concelho de Lagos. O edifício foi oficialmente encerrado em 2018. Em 2022, o Museu Municipal estava a planear a reabertura do Armazém do Espingardeiro sob a sua alçada, mas com funções diferentes, no sentido de explicar uma fase mais contemporânea da história da cidade.

## Leitura recomendada
- MARTINS, José António Jesus (1992). Estudo historico-monográfico da freguesia de Santa Maria do concelho de Lagos. Lagos: [s.n.]